# Associazione Calcio Femminile Firenze 2013-2014
Questa pagina raccoglie i dati riguardanti l'Associazione Calcio Femminile Firenze Associazione Sportiva Dilettantistica nelle competizioni ufficiali della stagione 2013-2014.

## Stagione
Nella stagione 2013-2014 il Firenze ha disputato il campionato di Serie A, massima serie del campionato italiano femminile di calcio, concludendo all'ottavo posto con 37 punti conquistati in 30 giornate, frutto di 11 vittorie, 4 pareggi e 15 sconfitte. Nella Coppa Italia è sceso in campo sin dal primo turno: dopo aver eliminato il Castelfranco, ha superato dopo i tiri di rigore prima la Scalese e poi la Riviera di Romagna, e ha raggiunto i quarti di finale, dove è stato eliminato dal Tavagnacco.

## Rosa
| N. |                     | Ruolo | Calciatrice        |
| -- | ------------------- | ----- | ------------------ |
|    | Italia (bandiera)   | P     | Noemi Fedele       |
|    | Italia (bandiera)   | P     | Ilaria Leoni       |
|    | Giappone (bandiera) | P     | Miku Matsubayashi  |
|    | Italia (bandiera)   | P     | Alice Valgimigli   |
|    | Italia (bandiera)   | D     | Francesca Baldini  |
|    | Italia (bandiera)   | D     | Eleonora Benucci   |
|    | Italia (bandiera)   | D     | Micol Corsiani     |
|    | Italia (bandiera)   | D     | Carolina Cosi      |
|    | Italia (bandiera)   | D     | Costanza Esperti   |
|    | Italia (bandiera)   | D     | Alia Guagni        |
|    | Italia (bandiera)   | D     | Alice Tortelli     |
|    | Italia (bandiera)   | D     | Ginevra Valgimigli |
|    | Italia (bandiera)   | C     | Greta Adami        |

| N. |                   | Ruolo | Calciatrice               |
| -- | ----------------- | ----- | ------------------------- |
|    | Italia (bandiera) | C     | Eleonora Binazzi          |
|    | Italia (bandiera) | C     | Norma Cinotti             |
|    | Italia (bandiera) | C     | Claudia Ferrara           |
|    | Italia (bandiera) | C     | Arianna Ferrati           |
|    | Italia (bandiera) | C     | Isotta Nocchi             |
|    | Italia (bandiera) | C     | Giulia Orlandi            |
|    | Italia (bandiera) | C     | Simona Parrini            |
|    | Italia (bandiera) | C     | Deborah Salvatori Rinaldi |
|    | Italia (bandiera) | A     | Ilaria Borghesi           |
|    | Italia (bandiera) | A     | Martina Fusini            |
|    | Italia (bandiera) | A     | Costanza Razzolini        |
|    | Italia (bandiera) | A     | Valery Vigilucci          |

## Calciomercato
| Acquisti | Acquisti          | Acquisti           | Acquisti   |
| R.       | Nome              | da                 | Modalità   |
| -------- | ----------------- | ------------------ | ---------- |
| P        | Miku Matsubayashi | Tokyo Verdy Beleza | definitivo |
| D        | Francesca Baldini | Scalese            | definitivo |

| Cessioni | Cessioni       | Cessioni       | Cessioni   |
| R.       | Nome           | a              | Modalità   |
| -------- | -------------- | -------------- | ---------- |
| P        | Irene Falorni  |                | svincolata |
| D        | Elena Bruno    | Stella Azzurra | definitivo |
| D        | Elena Linari   | Brescia        | definitivo |
| C        | Greta Grilli   |                | svincolata |
| C        | Lara Magni     |                | svincolata |
| C        | Sofia Peruzzi  | Stella Azzurra | definitivo |
| C        | Laura Teci     | Stella Azzurra | definitivo |
| C        | Marta Varriale | Castelfranco   | definitivo |

## Risultati

### Serie A

#### Girone di andata
| Arbitro: | Enrico Bertozzi (Cesena) |

|  |           |                                                  |
|  | Marcatori | 16’, 30’, 71’ Panico 36’ Iannella 45’, 52’ Conti |

| Arbitro: | Gabriele Nube (Mestre) |

|            |           |  |
| Paroni 32’ | Marcatori |  |

| Arbitro: | Marco Rossetti (Ancona) |

|                       |           |                           |
| Cassanelli 71’ (aut.) | Marcatori | 1’ Franco 7’, 61’ Caccamo |

| Arbitro: | Luca Angelucci (Foligno) |

|              |           |  |
| Biasotto 89’ | Marcatori |  |

| Arbitro: | Alessandro Nista (La Spezia) |

|                              |           |                                                   |
| Orlandi 9’ Guagni 56’ (rig.) | Marcatori | 13’ Karlsson 34’ Mason 48’ (rig.), 90’ Gabbiadini |

| Arbitro: | Cesidio Casalvieri (Avezzano) |

|            |           |                      |
| Pirone 26’ | Marcatori | 7’ Salvatori Rinaldi |

| Arbitro: | Stefano Camilli (Foligno) |

|                                                  |           |                     |
| Salvatori Rinaldi 9’, 79’ Ferrati 32’ Guagni 58’ | Marcatori | 49’ (rig.) D'Antoni |

| Arbitro: | Niccolò Panozzo (Castelfranco Veneto) |

|                                                                      |           |  |
| Bonetti 1’ Del Prete 16’ Parisi 35’ (rig.) Camporese 52’ Rodella 88’ | Marcatori |  |

| Arbitro: | Riccardo Pelagatti (Livorno) |

|                                                                        |           |           |
| Ferrati 13’ Razzolini 19’ Corsiani 47’ Adami 65’ Salvatori Rinaldi 75’ | Marcatori | 10’ Ricco |

| Arbitro: | Denis Didu (Jesi) |

|  |           |                                         |
|  | Marcatori | 27’ (aut.) Parise 38’ Adami 88’ Ferrati |

| Firenze 7 dicembre 2013, ore 14:30 CET 11ª giornata | Firenze                            | 0 – 0 referto | Mozzanica | Centro sp. San Marcellino\| Arbitro: \| Raffaele Covili Faggioli (Bologna) \| |
| Arbitro:                                            | Raffaele Covili Faggioli (Bologna) |               |           |                                                                               |

| Arbitro: | Marco Ceolin (Treviso) |

|                                 |           |  |
| Tarenzi 13’ Sabatino 74’ (rig.) | Marcatori |  |

| Arbitro: | Paolo Bitonti (Bologna) |

|                           |           |               |
| Razzolini 44’ Ferrati 91’ | Marcatori | 78’ Carradore |

| Firenze 4 gennaio 2014, ore 14:30 CET 14ª giornata | Firenze                  | 0 – 0 referto | Chiasiellis | Centro sp. San Marcellino\| Arbitro: \| Stefano Belfiore (Parma) \| |
| Arbitro:                                           | Stefano Belfiore (Parma) |               |             |                                                                     |

| Arbitro: | Matteo Marcenaro (Genova) |

|               |           |  |
| Carissimi 12’ | Marcatori |  |

#### Girone di ritorno
| Arbitro: | Luca D'Aquino (Roma 1) |

|                                                  |           |              |
| Fuselli 9’ Panico 16’, 83’, 85’ Domenichetti 55’ | Marcatori | 33’ Corsiani |

| Arbitro: | Alessandro Rosami (Carrara) |

|             |           |  |
| Orlandi 72’ | Marcatori |  |

| Arbitro: | Enrico Tugnoli (Ferrara) |

|                        |           |             |
| Franco 53’ Baldini 86’ | Marcatori | 21’ Orlandi |

| Arbitro: | Zucchini Roberto (Bologna) |

|                                                                  |           |  |
| Salvatori Rinaldi 1’ Ciccotti 6’ (aut.) Razzolini 8’, 33’ (rig.) | Marcatori |  |

| Arbitro: | Ludwig Raus (Brescia) |

|                                         |           |  |
| Lagonia 20’ Karlsson 71’ Gabbiadini 75’ | Marcatori |  |

| Arbitro: | Antonio Fabiano (Catanzaro) |

|                                                                      |           |  |
| Razzolini 60’ (rig.), 61’ Salvatori Rinaldi 80’ Nocchi 82’ Adami 85’ | Marcatori |  |

| Arbitro: | Mario Davide Arace (Lugo) |

|  |           |                                 |
|  | Marcatori | 60’ (rig.) Razzolini 80’ Nocchi |

| Arbitro: | Andrea Casadei (Cesena) |

|              |           |                                            |
| Razzolini 9’ | Marcatori | 10’ Del Prete 47’, 79’ Zuliani 85’ Bonetti |

| Arbitro: | Daniele Alibrandi (Alessandria) |

|             |           |             |
| Mazzola 90’ | Marcatori | 78’ Ferrati |

| Arbitro: | Jacopo Bertini (Lucca) |

|                                   |           |  |
| Ferrati 1’, 78’ Guagni 28’ (rig.) | Marcatori |  |

| Arbitro: | Alessandro Rosami (Carrara) |

|                                                           |           |            |
| Tonani 28’ Giacinti 38’ Tortelli 40’ (aut.) Cambiaghi 53’ | Marcatori | 89’ Nocchi |

| Arbitro: | Federico Pragliola (Terni) |

|                       |           |                                                            |
| Salvatori Rinaldi 66’ | Marcatori | 9’ Rosucci 61’ Sabatino 84’, 89’ Girelli 92’ (rig.) Linari |

| Arbitro: | Giorgio Lazzaroni (Udine) |

|                 |           |                                              |
| Boni 54’ (rig.) | Marcatori | 40’ Salvatori Rinaldi 86’ Nocchi 90’ Ferrati |

| Arbitro: | Gabriele Nube (Mestre) |

|  |           |                              |
|  | Marcatori | 39’, 79’ Ferrati 41’ Orlandi |

| Arbitro: | Enrico Bertozzi (Cesena) |

|                       |           |                  |
| Salvatori Rinaldi 46’ | Marcatori | 8’ Nati 33’ Cama |

### Coppa Italia
| Castelfranco di Sotto 1º settembre 2013, ore 15:30 CEST Primo turno - Andata | Castelfranco | 1 – 0 | Firenze | Stadio Osvaldo Martini |

| Firenze 8 settembre 2013, ore 15:30 CEST Primo turno - Ritorno | Firenze | 3 – 1 | Castelfranco | Centro sp. San Marcellino |

| San Miniato Basso 14 settembre 2013, ore 15:00 CEST Secondo turno | Scalese              | 2 – 2 (d.t.s.) | Firenze | Stadio comunale M. Pagni |
| \| \| \| \| \| \| Tiri di rigore 3 – 5 \| \|                      |                      |                |         |                          |
|                                                                   |                      |                |         |                          |
|                                                                   | Tiri di rigore 3 – 5 |                |         |                          |

| Arbitro: | Marco Stampatori (Macerata) |

|                                             |                      |                                         |
| Gozzi Caccamo Petralia Masia Mastrovincenzo | Tiri di rigore 4 – 3 | Nocchi Ferrati Borghesi Adami Razzolini |

| Tavagnacco 17 maggio 2014, ore 16:00 CEST Quarti di finale                      | Graphistudio Tavagnacco | 2 – 1 referto         | Firenze | Stadio comunale (UPC Stadium) |
| \| \| \| \| \| Bonetti 2t’ Brumana 90’ \| Marcatori \| 2t’ Salvatori Rinaldi \| |                         |                       |         |                               |
|                                                                                 |                         |                       |         |                               |
| Bonetti 2t’ Brumana 90’                                                         | Marcatori               | 2t’ Salvatori Rinaldi |         |                               |

## Statistiche

### Statistiche di squadra
| Competizione | Punti | In casa | In casa | In casa | In casa | In casa | In casa | In trasferta | In trasferta | In trasferta | In trasferta | In trasferta | In trasferta | Totale | Totale | Totale | Totale | Totale | Totale | DR |
| Competizione | Punti | G       | V       | N       | P       | Gf      | Gs      | G            | V            | N            | P            | Gf           | Gs           | G      | V      | N      | P      | Gf     | Gs     | DR |
| ------------ | ----- | ------- | ------- | ------- | ------- | ------- | ------- | ------------ | ------------ | ------------ | ------------ | ------------ | ------------ | ------ | ------ | ------ | ------ | ------ | ------ | -- |
| Serie A      | 37    | 15      | 7       | 2       | 6       | 30      | 27      | 15           | 4            | 2            | 9            | 16           | 27           | 30     | 11     | 4      | 15     | 46     | 54     | -8 |
| Coppa Italia | -     | 3       | 1       | 2       | 0       | 5       | 3       | 2            | 0            | 0            | 2            | 1            | 3            | 5      | 1      | 2      | 2      | 6      | 6      | 0  |
| Totale       | -     | 18      | 8       | 4       | 6       | 35      | 30      | 17           | 4            | 2            | 11           | 17           | 30           | 35     | 12     | 6      | 17     | 52     | 60     | -8 |

### Statistiche delle giocatrici
| Giocatore            | Serie A  | Serie A | Serie A     | Serie A    | Coppa Italia | Coppa Italia | Coppa Italia | Coppa Italia | Totale   | Totale | Totale      | Totale     |
| Giocatore            | Presenze | Reti    | Ammonizioni | Espulsioni | Presenze     | Reti         | Ammonizioni  | Espulsioni   | Presenze | Reti   | Ammonizioni | Espulsioni |
| -------------------- | -------- | ------- | ----------- | ---------- | ------------ | ------------ | ------------ | ------------ | -------- | ------ | ----------- | ---------- |
| G. Adami             | 29       | 3       | 0           | 0          | ?            | ?            | ?            | ?            | 29+      | 3+     | 0+          | 0+         |
| F. Baldini           | 18       | 0       | 0           | 0          | ?            | ?            | ?            | ?            | 18+      | 0+     | 0+          | 0+         |
| E. Benucci           | 27       | 0       | 0           | 0          | ?            | ?            | ?            | ?            | 27+      | 0+     | 0+          | 0+         |
| E. Binazzi           | 27       | 0       | 0           | 0          | ?            | ?            | ?            | ?            | 27+      | 0+     | 0+          | 0+         |
| I. Borghesi          | 18       | 0       | 0           | 0          | ?            | ?            | ?            | ?            | 18+      | 0+     | 0+          | 0+         |
| N. Cinotti           | 12       | 0       | 0           | 0          | ?            | ?            | ?            | ?            | 12+      | 0+     | 0+          | 0+         |
| M. Corsiani          | 20       | 2       | 0           | 0          | ?            | ?            | ?            | ?            | 20+      | 2+     | 0+          | 0+         |
| C. Cosi              | 0        | 0       | 0           | 0          | ?            | ?            | ?            | ?            | 0+       | 0+     | 0+          | 0+         |
| C. Esperti           | 20       | 0       | 0           | 0          | ?            | ?            | ?            | ?            | 20+      | 0+     | 0+          | 0+         |
| N. Fedele            | 3        | -6      | 0           | 0          | ?            | ?            | ?            | ?            | 3+       | -6+    | 0+          | 0+         |
| C. Ferrara           | 5        | 0       | 0           | 0          | ?            | ?            | ?            | ?            | 5+       | 0+     | 0+          | 0+         |
| A. Ferrati           | 28       | 10      | 0           | 0          | ?            | ?            | ?            | ?            | 28+      | 10+    | 0+          | 0+         |
| M. Fusini            | 24       | 0       | 0           | 0          | ?            | ?            | ?            | ?            | 24+      | 0+     | 0+          | 0+         |
| A. Guagni            | 13       | 3       | 0           | 0          | ?            | ?            | ?            | ?            | 13+      | 3+     | 0+          | 0+         |
| I. Leoni             | 5        | -16     | 0           | 0          | ?            | ?            | ?            | ?            | 5+       | -16+   | 0+          | 0+         |
| M. Matsubayashi      | 19       | -27     | 0           | 0          | ?            | ?            | ?            | ?            | 19+      | -27+   | 0+          | 0+         |
| I. Nocchi            | 17       | 4       | 0           | 0          | ?            | ?            | ?            | ?            | 17+      | 4+     | 0+          | 0+         |
| G. Orlandi           | 28       | 4       | 0           | 0          | ?            | ?            | ?            | ?            | 28+      | 4+     | 0+          | 0+         |
| S. Parrini           | 20       | 0       | 0           | 0          | ?            | ?            | ?            | ?            | 20+      | 0+     | 0+          | 0+         |
| C. Razzolini         | 23       | 8       | 0           | 0          | ?            | ?            | ?            | ?            | 23+      | 8+     | 0+          | 0+         |
| D. Salvatori Rinaldi | 28       | 6       | 0           | 0          | ?            | ?            | ?            | ?            | 28+      | 6+     | 0+          | 0+         |
| A. Tortelli          | 19       | 0       | 0           | 0          | ?            | ?            | ?            | ?            | 19+      | 0+     | 0+          | 0+         |
| A. Valgimigli        | 3        | -5      | 0           | 0          | ?            | ?            | ?            | ?            | 3+       | -5+    | 0+          | 0+         |
| G. Valgimigli        | 0        | 0       | 0           | 0          | ?            | ?            | ?            | ?            | 0+       | 0+     | 0+          | 0+         |
| V. Vigilucci         | 0        | 0       | 0           | 0          | ?            | ?            | ?            | ?            | 0+       | 0+     | 0+          | 0+         |